# Melamchi
Melamchi (Nepali मेलम्ची) ist eine Stadt (Munizipalität) in Zentral-Nepal im Distrikt Sindhupalchok.
Die Stadt entstand 2014 durch Zusammenlegung von sieben Village Development Committees (VDCs): Bansbari, Jyamire, Melamchi, Phatakshila, Sikharpur, Sindhukot und Talamarang.
Das Stadtgebiet umfasst 90,4 km².
Melamchi liegt 30 km Luftlinie ostnordöstlich von Kathmandu an der Einmündung des Melamchi Khola in den Indrawati.

## Einwohner
Bei der Volkszählung 2011 hatten die VDCs, aus welchen die Stadt Melamchi entstand, 28.955 Einwohner (davon 13.953 männlich) in 6354 Haushalten.